# Ryda
«Ryda» — сингл американського репера The Game за участю DeJ Loaf, виданий 23 квітня 2015 року.

## Обкладинка
У серпні 2015 репер і дизайнер Аріза Обі повідомив про намір судитися з Геймом через обкладинку синглу. Обі вперше показав чорно-білу світлину з фотосесії у 2014. Обкладинка синглу містить майже ідентичне зображення в коричневому тоні.

## Відеокліп
4 травня 2015 на Vevo відбулась прем'єра відео, яке було зняте Бенні Бумом. Воно було натхненне історіями про Бонні та Клайда, у ньому Лоуф і Гейм здійснюють пограбування броньованої вантажівки та підривають її.

## Чартові позиції
| Чарт (2015)                                        | Найвища позиція |
| -------------------------------------------------- | --------------- |
| США Bubbling Under R&B/Hip-Hop Singles (Billboard) | 2               |
| США R&B/Hip-Hop Airplay (Billboard)                | 48              |
| США Rap Airplay (Billboard)                        | 24              |
| США Rhytmic (Billboard)                            | 36              |